# Kardamena (Cos)
Kardamena (en griego: Καρδάμαινα), conocida en la antigüedad como Alsarna, es una pequeña ciudad griega de la Isla de Cos. Pertenece al municipio de Iraklides.

## Geografía
Kardamena se encuentra a unos 30 km por carretera al suroeste de la ciudad de Cos, entre 1 y 7 m s. n. m. (centro de la ciudad). El aeropuerto de Cos está a unos 6 kilómetros.
El lugar está situado en el lado sur de la isla de Cos, a orillas del mar, aproximadamente a medio camino geográfico entre Kéfalos en el suroeste y la capital Cos más a oriente. Un vía sin salida que recorre desde Kardamena a Antimaquia conecta con la principal carretera de conexión de la isla entre Cos y Kéfalos.
Kardamena está conectada con Cos mediante rutas de autobús. Las líneas de autobús hacia y desde Kardamena y Kéfalos paran en las afueras de Antimaquia.
Hay conexiones en barco desde Kardamena a la vecina isla de Nísiros, pero solo funcionan parcialmente en invierno. Los barcos turísticos desde Kardamena salen diariamente a Nisyros durante los meses de verano.
Como parte de la reforma administrativa de 2010, el Plan Calícrates, se integró como uno de los distritos del municipio de Iraklides, fundado en 1997, cuando los municipios de la isla en ese momento se fusionaron para formar el municipio de Cos. Los otros distritos son: Antimaquia y Kéfalos.

## Historia
En la Antigüedad, Alsarna era uno de los seis municipios de la isla de Cos. Alsarna era un importante centro religioso en aquella época, como lo demuestra el Templo de Apolo y otros templos más pequeños del período helenístico. Alsarna también fue un asentamiento importante en la época romana, paleocristiana y bizantina. Kardamena fue construida parcialmente en 1865 en el territorio de la antigua ciudad de Alsarna. Por eso Kardamena se considera el asentamiento más nuevo de la isla, aunque sus raíces se remontan a mucho tiempo atrás. Desde entonces, Kardamena ha pasado de ser un pueblo de pescadores a convertirse en un centro turístico.
El Castillo de Antimaquia (Κάστρο Αντιμάχειας) durante un tiempo mantuvo una posición estratégica en una meseta a unos 170 m sobre la bahía de Kardamena y permitió el control de esta ruta marítima entre Cos y la isla meridional de Nísiros.

## Demografía
Kardamena pertenece al distrito municipal de Iraklides (Δημοτική Ενότητα Ηρακλειδών) con un total de 6.826 habitantes, que a su vez se divide en tres distritos con siete pueblos. El distrito de Kardamena (Δημοτική Κοινότητα Καρδαμαίνης) sólo incluye la ciudad de Kardamena con 1.650 habitantes.
| Año       | 1905 | 1947 | 1951 | 1961 | 1971 | 1981 | 1991 | 2001 | 2011 |
| --------- | ---- | ---- | ---- | ---- | ---- | ---- | ---- | ---- | ---- |
| Población | 600  | 1365 | 1374 | 1229 | 1010 | 1212 | 1451 | 1783 | 1650 |

## Patrimonio
- Dos exposiciones permanentes en el edificio del ayuntamiento, que tratan sobre el folklore y la tradicional casa de Kardamena y la tradición náutica del lugar.